# Guillaume-Martin Couture
Pour les articles homonymes, voir Couture (homonymie).
Guillaume-Martin Couture, dit « le Jeune », né à Rouen en 1732 et mort à Passy le 27 décembre 1799, est un architecte français.

## Biographie
Élève de Blondel en 1748-1750, et d'Antoine Matthieu Le Carpentier, Guillaume-Martin Couture ne put résister au désir qu’il avait depuis longtemps d’aller étudier en Italie les monuments dus aux Bramante, Palladio, Bernin, etc. De retour à Paris, il construisit les hôtels de Saxe, le pavillon élevé de Sèvres, près de Bellevue et décore l'hôtel de Coislin.
Il poursuivit la construction du château de Tilly-sur-Seulles, commencée par son maître Antoine Matthieu Le Carpentier.
En 1773, il fut reçu à l’Académie royale d'architecture. En 1773-4, il fut chargé par le roi de donner les plans du nouveau palais de justice de Caen, mais il refusa parce que Soufflot était l’oncle de la femme de Lefebvre, ingénieur en chef de la généralité de cette ville, auxquels des plans avaient également été demandés.
En 1775, il dirigea, dans sa ville natale, la construction du jubé en marbre de Notre-Dame, dont son compatriote Le Carpentier avait fourni les plans. Il fut chargé, avec Moreau et Antoine[Qui ?], de reconstruire les parties du palais de Justice qui venaient d’être incendiées[réf. nécessaire].

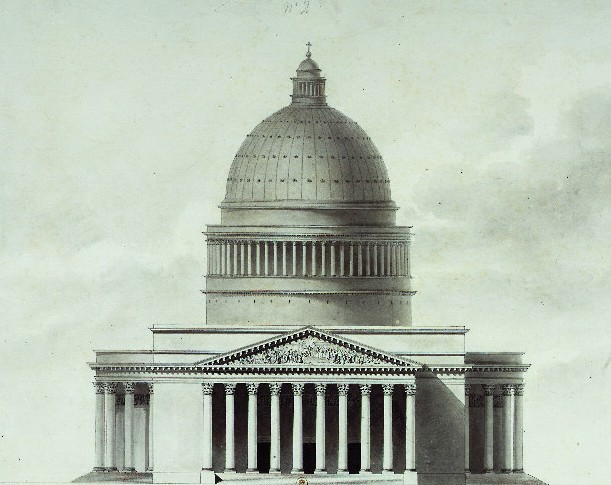
Église de la Madeleine
Projet de Guillaume-Martin Couture

À la mort de son maître Contant d’Ivry en 1777, auquel il avait été associé pour la construction de l’église de la Madeleine de Paris, il hérita du chantier et le conserva jusqu’en 1789. Il fit démolir tout ce qui avait été construit et modifia complètement les plans pour bâtir un édifice avec un portail de style corinthien inspiré de l'église Sainte-Geneviève de Paris. La nef ayant été, sur son rapport, jugée insuffisante, il y ajouta deux travées de 1777 à 1790. Il proposa de renoncer à ses honoraires pour peu qu’on donne son nom à la rue qui devait partir de l’arrière de l’édifice, l’actuelle rue Tronchet. Il se heurta à des difficultés de financement, mais les événements de la Révolution ayant rendu impossible la continuation des travaux, Couture mourut sans avoir eu la satisfaction d’achever son œuvre.
En 1799, il donna des plans pour la reconstruction de l’hôtel de ville de Saint-Omer, mais ces plans ne furent pas exécutés et il ne reçut que 3 000 livres au lieu des 6 000 qu’il avait demandées.
De 1786 à 1789, il commença, à Caen, la construction de la monumentale caserne Hamelin, achevée en 1833, et qui fut détruite en 1944.
Architecte du roi, Couture était membre correspondant des académies de Rouen et de Caen, et décoré du cordon de l’ordre de Saint-Michel.
Couture mourut dans une quasi-misère. Il était le frère puîné de Joseph-Abel Couture.

## Principale réalisation
- Église de la Madeleine